# 邦泽不等式
邦泽不等式（英語：Bonse's inequality）為數論中的不等式，得名自H·邦泽，有關質數階乘和未在其質因數分解中出現的最小質數之間的大小關係。

## 陳述
若{\displaystyle p_{1},p_{2},\cdots ,p_{n}}及{\displaystyle p_{n+1}}為最小的{\displaystyle n+1}個質數，且{\displaystyle n\geq 4}，則有以下關係：
{\displaystyle p_{n+1}^{2}<p_{1}\cdots p_{n}\,}
這不等式是伯特蘭-切比雪夫定理的一個結果：伯特蘭-切比雪夫定理指出，{\displaystyle p_{n+1}<2p_{n}}，因此有{\displaystyle p_{n+1}^{2}<4p_{n}^{2}<8p_{n-1}p_{n}<2\times 3\times 5\times p_{n-1}p_{n}\leqslant p_{1}p_{2}...p_{n}}

## 數值驗證
以下列出一些質數之間的關係，前四行不在邦泽不等式的範圍內
{\displaystyle {4=2^{2}>0}}
{\displaystyle {9=3^{2}>2=2}}
{\displaystyle {25=5^{2}>2\cdot 3=6}}
{\displaystyle {49=7^{2}>2\cdot 3\cdot 5=30}}
{\displaystyle {121=11^{2}<2\cdot 3\cdot 5\cdot 7=210}}
{\displaystyle {169=13^{2}<2\cdot 3\cdot 5\cdot 7\cdot 11=2310}}
{\displaystyle {289=17^{2}<2\cdot 3\cdot 5\cdot 7\cdot 11\cdot 13=30030}}
……

## 推廣
邦澤不等式已為多名數學家推廣，以下是部分數學家對邦澤不等式的推廣。

### Pósa的推廣
Pósa在1960年證明了以下的陳述：
對於任意的{\displaystyle k>1}而言，有一個取決於{\displaystyle k}的正整數{\displaystyle n_{k}}，使得下列關係對所有的{\displaystyle n\geq n_{k}}都成立：
{\displaystyle p_{n+1}^{k}<p_{1}\cdots p_{n}\,}

### Sándor的推廣
Sándor在1988年證明了以下的陳述：
對於任意的{\displaystyle n\geq 24}，有以下關係：
{\displaystyle p_{n+5}^{2}+p_{[n/2]}^{2}<p_{1}\cdots p_{n}\,}
其中{\displaystyle [x]}是下取整函數。

### Panaitopol的推廣
Panaitopol在2000年證明了以下的陳述：
對於任意的{\displaystyle n\geq 2}，有以下關係：
{\displaystyle p_{n+1}^{n-\pi (n)}<p_{1}\cdots p_{n}\,}
其中{\displaystyle \pi (n)}是質數計數函數。

### Hassani的推廣
Hassani在2005年證明了以下的陳述：
對於任意的{\displaystyle n\geq 101}，有以下關係：
{\displaystyle p_{n+1}^{n-\pi (n)(1-{\frac {1}{\log {n}}})}<p_{1}\cdots p_{n}\,}
其中{\displaystyle \pi (n)}是質數計數函數。

### Ghosh的推廣
Ghosh在2019年證明了以下的陳述：
對於任意的{\displaystyle n\geq 6}，有以下關係：
{\displaystyle n(1-{\frac {1}{\log {n}}}+{\frac {\log {\log {n}}}{4\log ^{2}{n}}})<{\frac {\vartheta (p_{n})}{\log {p_{n+1}}}}<n(1-{\frac {1}{\log {n}}}+{\frac {\log {\log {n}}}{\log ^{2}{n}}})}
使用小o符號，則可表如下式：
{\displaystyle {\frac {\vartheta (p_{n})}{\log {p_{n+1}}}}=n(1-{\frac {1}{\log {n}}}+{\frac {\log {\log {n}}}{\log ^{2}{n}}}(1+o(1)))}
其中{\displaystyle \vartheta (x)}是第一切比雪夫函數，{\displaystyle \log(x)}是自然對數。

## 腳註和出處
1. ↑  Bonse, H. . Archiv der Mathematik und Physik. 1907, 3 (12): 292–295.
2. ↑  Pósa, L. . Mat. Lapok 11. 1960.
3. ↑  Sándor, J. . Mathematica (Cluj). 1988, 30 (53): 67–74.
4. ↑  Panaitopol, L. . Univ. Beograd. Publ. Elektrotehn. Fak. Ser. Mat. 2000, (11): 33–35.
5. ↑  Hassani, M. .  2. 2005.
6. ↑  Ghosh, A. . Notes on Number Theory and Discrete Mathematics. 2019, 25 (4): 1–7. doi:10.7546/nntdm.2019.25.4.1-7.